# Matt Doran
Pour les articles homonymes, voir Doran.
Matt Doran, né le 30 mars 1976  à Sydney (Australie), est un acteur australien.

## Biographie
Matt Doran est notamment connu pour son rôle du « Mulot » dans la trilogie Matrix.

## Filmographie
- 1991 : Pirates Island (TV) : Grommet
- 1991-1996 : Summer Bay (TV) : Damian Roberts
- 1996 : G.P. (TV) : Angus Ree
- 1996 : Lilian's Story : Johnny
- 1997 : Fallen Angels (TV) : Steve
- 1997 : Brigade des mers (TV) : Bjørn Robinson
- 1997 : Adrénaline (TV) : James 'Armalite' Dwyer
- 1998 : The Big Night Out : Gollie
- 1998 : La Ligne rouge : Pvt. Coombs
- 1999 : Matrix : le Mulot
- 1999 : Fréquence Crime (TV) : Joel
- 2000 : Stingers (TV) : Muddy
- 2001 : Love Is a Four-Letter Word (TV) : Phil 'Klaus' Kaperberg
- 2001 : Neophytes and Neon Lights : Sedge
- 2001 : Farscape (TV) : Markir Tal
- 2001-2002 : Always Greener (TV) : Scumbag
- 2002 : Star Wars, épisode II : L'Attaque des clones : Elan Sleazebaggano
- 2005 : Le Grand Raid : Ron Carlson Radio Op.
- 2006 : Macbeth : Malcolm
- 2008 : The Plex : AJ Stone
- 2011 : The Jesters (TV) : Alex
- 2011 : Next Door to the Velinsky's  : James Marshall
- 2011 : Found Footage : Darius
- 2013 : Le Dernier Soldat : Reese
- 2013 : Redfern Now (TV) : Dean
- 2016 : Trafficked : Gameboy